# Lauritz Falk
Lauritz Falk, född 15 november 1909 i Bryssel, Belgien, död 1 februari 1990 i Sofia församling, Stockholm, var en norsk-svensk skådespelare, regissör, sångare och målare.

## Biografi
Falk växte upp med en norsk mor och en svensk far. Han utbildade sig till konstnär i Oslo. Perioden 1938–1942 var Falk engagerad vid Nationaltheatret i Oslo. Han flyttade under den tyska ockupationen till Sverige, och inledde karriären som regissör med filmen Lev farligt (1944). Falk var engagerad vid Dramaten 1970-1982 och perioden 1985-1988. Falk filmdebuterade som 14-åring i Per Lindbergs Norrtullsligan. Falk har medverkat som skådespelare, i norsk, svensk, dansk, amerikansk, engelsk, italiensk och fransk film, i ett 50-tal olika roller. Som sångare spelade Falk under 1940-talet in ett antal grammofonskivor med bland annat visor av Evert Taube.
Lauritz Falk avled 1990 och är begravd på Skogskyrkogården i Stockholm.

### Familj
Lauritz Falk var gift 1937–1950 med skådespelaren Vibeke Mowinckel med vilken han fick tre döttrar. Från 1955 och fram till sin död var han gift med sångerskan Birgit Lennartsson med vilken han fick en dotter. En kusin till Falk var Bertram Schmiterlöw.

## Filmografi i urval

### Filmroller
- 1923 – Norrtullsligan
- 1936 – Flickorna på Uppåkra
- 1937 – To levende og en død
- 1939 – Gjest Baardsen
- 1942 – En herre med bart
- 1942 – Den farlige leken
- 1943 – Som du vill ha mej
- 1943 – Det brinner en eld
- 1944 – Kungajakt
- 1944 – Klockan på Rönneberga
- 1944 – Lev farligt
- 1944 – Vändkorset
- 1945 – Skådetennis

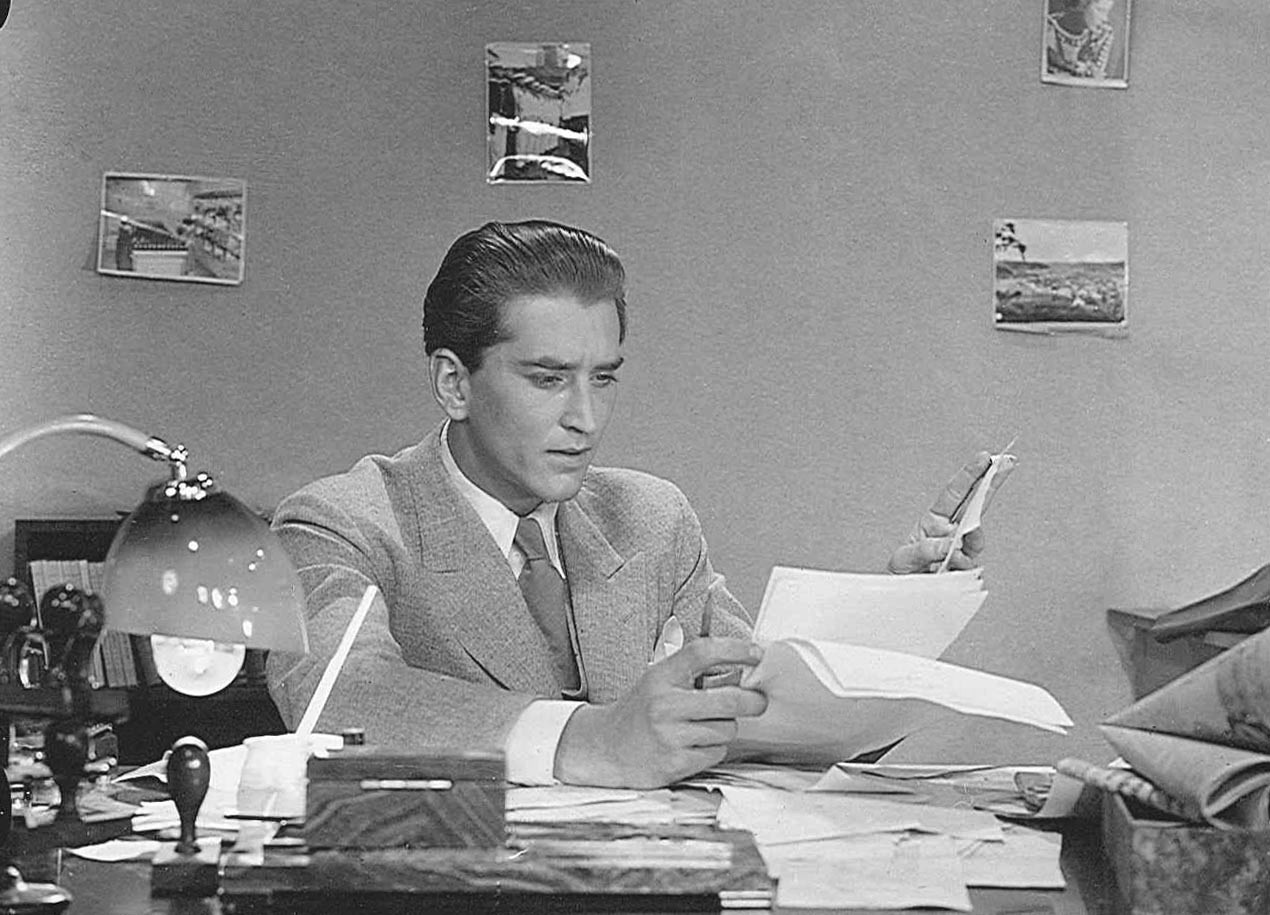
Falk i Flickorna på Uppåkra (1936).

- 1945 – Oss tjuvar emellan eller En burk ananas
- 1945 – Gomorron Bill!
- 1947 – Bröllopsnatten
- 1947 – Konsten att älska
- 1947 – En fluga gör ingen sommar
- 1947 – Sjätte budet
- 1947 – Nyckeln och ringen
- 1949 – Vi flyger på Rio
- 1949 – Singoalla
- 1951 – Vad vore livet utan dig
- 1952 – H.C. Andersens sagor
- 1952 – Tom og Mette på sporet
- 1953 – Selkvinnen
- 1953 – Brudebuketten
- 1956 – Den dödes skugga
- 1957 – Smuglere i smoking
- 1958 – Kostervalsen
- 1959 – Ryttare i blått
- 1961 – Pärlemor
- 1961 – Hans Nielsen Hauge
- 1963 – Kärlek i Stockholm
- 1964 – Är du inte riktigt klok?
- 1965 – Equilibrium - Det er meg du skal elske
- 1966 – Nattlek
- 1971 – Lockfågeln
- 1972 – Firmafesten
- 1973 – Anderssonskans Kalle i busform
- 1975 – Eddie og Suzanne
- 1976 – Långt borta och nära
- 1976 – Oss
- 1977 – Uppdraget
- 1979 – En kärleks sommar
- 1986 – Amorosa

### TV-roller
- 1952-1955 – Foreign Intrigue
- 1955 – Hamlet
- 1962 – Hans Brinker or the Silver Skates
- 1962 – Spöket på Canterville (TV-teater)
- 1962 – Halsduken (TV-serie)
- 1965 – En historia till fredag (TV-serie)
- 1969 – Biprodukten (TV-film)
- 1969 – Régi nyár
- 1970 – Röda rummet (TV-serie)
- 1971 – Paul Temple (TV-serie)
- 1974 – Kvarteret Oron (TV-serie)
- 1976 – Engeln (TV-serie)
- 1977–79 – Charleys tant
- 1978–82 – Hedebyborna
- 1978 – Drömmare på besök (TV-serie)
- 1979 – Skeppsredaren (TV-serie)
- 1979 – Selambs (TV-serie)
- 1982 – Dubbelsvindlarna (TV-serie)
- 1985 – Rid i natt! (TV-serie)
- 1986 – Gösta Berlings saga (TV-serie)
- 1986 – Studierektorns sista strid (TV-serie)
- 1989 – Hassel – Säkra papper
- 1989 – Varuhuset (TV-serie)
- 1989 – Vildanden

### Regi
- 1944 – Lev farligt
- 1944 – Vändkorset
- 1945 – Gomorron Bill!
- 1949 – Singoalla
- 1952 – Tom og Mette på sporet
- 1953 – Selkvinnen

### Manus
- 1944 – Lev farligt
- 1952 – Tom og Mette på sporet

### Dubbning
- 1950 - Askungen (Svensk originaldubb)[7]
- 1972 - Dennis (Norsk dubbning för LP skiva)[8]

## Teater

### Roller (ej komplett)
| År   | Roll                | Produktion | Regi                                       | Teater                  |
| ---- | ------------------- | --- | ------------------------------------------ | ----------------------- |
| 1943 | Mortimer Brewster   | Arsenik och gamla spetsar (Arsenic and Old Lace) Joseph Kesselring | Torsten Hammarén                           | Oscarsteatern           |
| 1944 | Joe                 | Livet är ju härligt (The Time Of Your Life) William Saroyan | Per Knutzon                                | Oscarsteatern           |
| 1945 | Medverkande         | En glädjande tilldragelse, revy Kar de Mumma | Leif Amble-Naess                           | Blancheteatern          |
| 1946 |                     | Behärska dig kvinna (Lady Behave) Stanley Lupino och Edward Horans | Johan Jacobsen                             | Chinateatern            |
| 1947 |                     | Det var en gång... (Det var engang) Holger Drachmann | Åke Ohberg                                 | Skansens friluftsteater |
| 1947 | Tommy Albright      | Brigadoon Alan Jay Lerner och Frederick Loewe | Per-Axel Branner                           | Oscarsteatern           |
| 1948 | Dr Ziedler          | Vita hästen (Im weißen Rößl) Hans Müller och Ralph Benatzky | Max Hansen                                 | Oscarsteatern           |
| 1950 | Gérard              | Nina André Roussin | Per-Axel Branner                           | Nya Teatern             |
| 1953 | Sir Ronald          | Dårskapens timme (Lʼora della fantasia) Anna Bonacci | Per Gerhard                                | Vasateatern             |
| 1961 | Förläggaren         | Det är aldrig för sent (It Is Never Too Late) Felicity Douglas | Åke Falck                                  | Intiman                 |
| 1961 | Överste Pickering   | My Fair Lady Frederick Loewe och Alan Jay Lerner | Lauritz Falk Carl-Gustaf Kruuse af Verchou | Lorensbergs Cirkus      |
| 1962 | Kapten Gordon       | Resan (Le voyage) Georges Schehadé | Alf Sjöberg                                | Dramaten                |
| 1962 | Kapten Roseabove    | Pappa, pappa, stackars pappa, mamma har hängt dig i garderoben och jag känner mig så nere (Oh Dad, Poor Dad, Mama's Hung You in the Closet and I'm Feelin' So Sad) Arthur L. Kopit | Hans Lagerkvist                            | Idéonteatern            |
| 1963 | Dirk Winston        | Mary Mary Jean Kerr | Per Gerhard                                | Vasateatern             |
| 1970 | Eddy                | 40 karat (Quarant carats) Pierre Barillet och Jean-Pierre Grédy | Per Gerhard                                | Vasateatern             |
| 1977 | Sir Francis Chesney | Charleys tant (Charley's Aunt) Brandon Thomas | Per Gerhard                                | Vasateatern             |
| 1979 | Teaterdirektören    | Kollontaj Agneta Pleijel | Alf Sjöberg                                | Dramaten                |

### Scenografi
| År   | Produktion           | Upphovsmän     | Regi           | Teater                                                 |
| ---- | -------------------- | -------------- | -------------- | ------------------------------------------------------ |
| 1930 | Den svåra stunden II | Pär Lagerkvist | Börje Pedersen | Stockholms studentteater Gästspel på Lilla Folkteatern |